# Grondwet van de Duitse Democratische Republiek

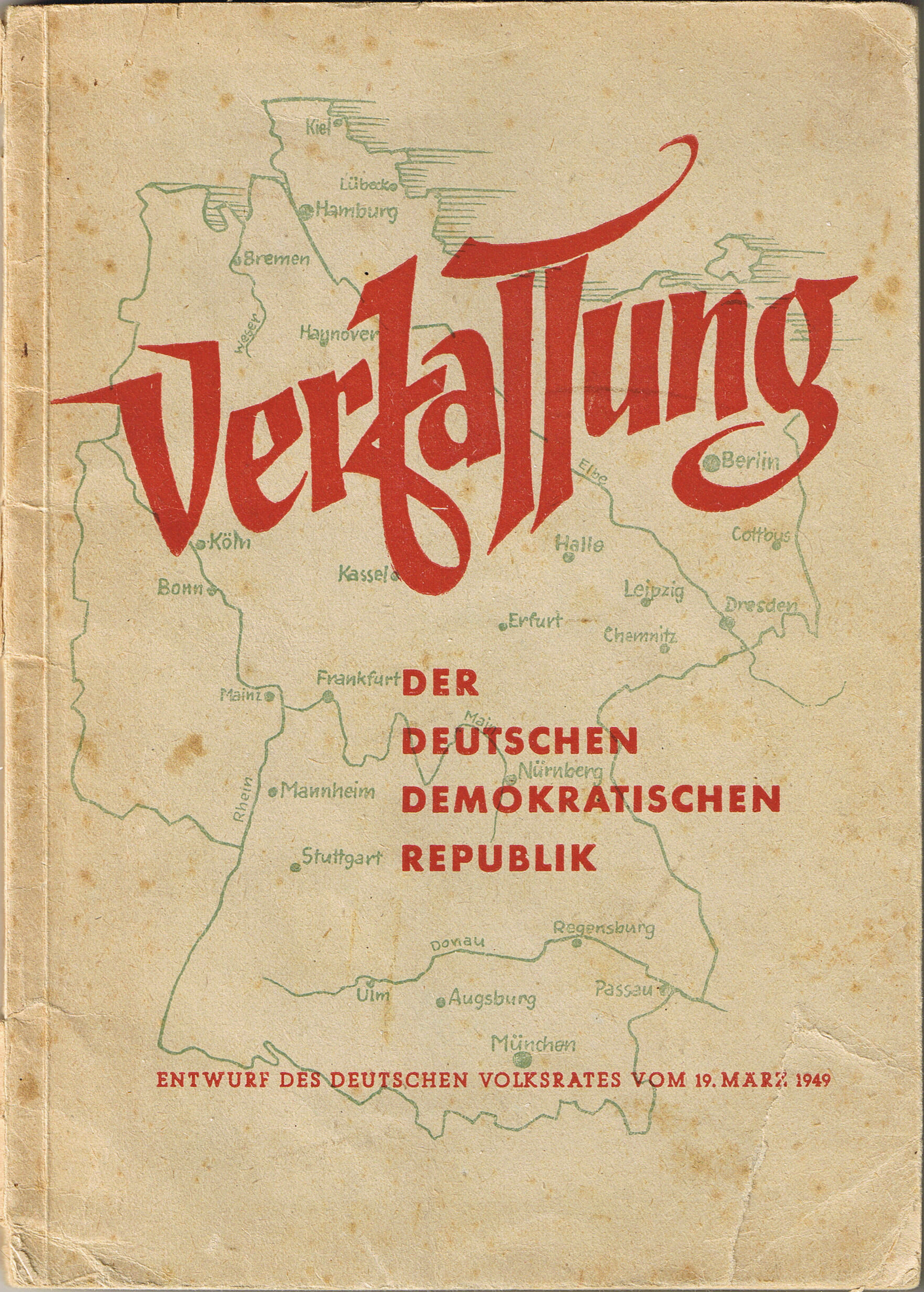
DDR-grondwet van 1949

De DDR kende tijdens haar 40-jarige bestaan drie verschillende Grondwetten van de Duitse Democratische Republiek.

## De grondwet van 1949
In 1947 werd in de Sovjet-bezettingszone in Duitsland het Deutsche Volkskongress in het leven geroepen die een grondwet voor een Duitse Democratische Republiek moest vaststellen. Dit volkscongres vond plaats op initiatief van de Sozialistische Einheitspartei Deutschlands (SED). De samenstelling van dit congres was geen afspiegeling van de resultaten van eerdere verkiezingen en de westelijke bezettingsmachten erkenden het volkscongres ook niet als een legitiem. Het derde volkscongres van mei 1949 nam het grondwetsontwerp aan en benoemde de Tweede Duitse Volkraad. Deze Tweede Duitse Volksraad richtte op 7 oktober 1949 de Duitse Democratische Republiek op.
Deze eerste grondwet van de DDR was nog bedacht voor geheel Duitsland. In de eerste jaren werden diverse veranderingen van de grondwet doorgevoerd, zoals de opheffing van de deelstaten in de DDR in 1952, en de vervanging van het ambt van president door een staatsraad in 1960.

## De grondwet van 1968
Op het zevende partijcongres van de SED in 1967 gaf Walter Ulbricht, de partijleider van de SED, aan dat het tijd was voor een nieuwe grondwet die meer in overeenstemming was met de communistische realiteit in het land. De nieuwe grondwet werd gemodelleerd naar de stalinistische grondwet van de Sovjet-Unie van 1936. In artikel 1 van deze grondwet werd de DDR gedefinieerd als een socialistische staat van de Duitse natie onder leiding van de arbeidersklasse en de Marxistisch-Leninistische partij. De nieuwe grondwet ging in op 9 april 1968.

## De grondwet van 1974
De grondwet van 1974 kwam tot stand na het aantreden van Erich Honecker als partijleider van de SED. Sinds 1968 waren officiële betrekkingen tussen de Bondsrepubliek en de DDR tot stand gekomen. De DDR verwijderde bij deze grondwetswijzing alle verwijzingen naar de Duitse natie als groter geheel. Deze grondwet werd op 27 september 1974 door de Volkskammer aangenomen.

## Einde van de DDR
In december 1989, na de val van de Berlijnse Muur, werd de leidende rol van de SED uit artikel 1 van de grondwet geschrapt. Tijdens die Wende werd bij de ronde-tafelgesprekken wel gesproken over een nieuwe grondwet voor de DDR. De ontwikkelingen in 1990 gingen echter snel richting een Duitse hereniging en een nieuwe grondwet voor de DDR is er niet gekomen.